# Angleterre du Sud-Est
 (septembre 2024).
L'Angleterre du Sud-Est (en anglais : South East England) est une division territoriale administrative située dans le sud-est de l'Angleterre. Ses administrations sont localisées à Guildford.
Sa superficie est de 19 096 km2 (3e région), sa population est de 8 635 000 habitants (1re région), soit une densité de 452 habitants par km2 (recensement de 2011).
Située sur les côtes de la Manche, le terrain est assez plat, principalement constitué de plaines et plateaux et le climat est tempéré océanique. La région est assez rurale, mais autour des grandes villes et de Londres elle est très urbanisée.

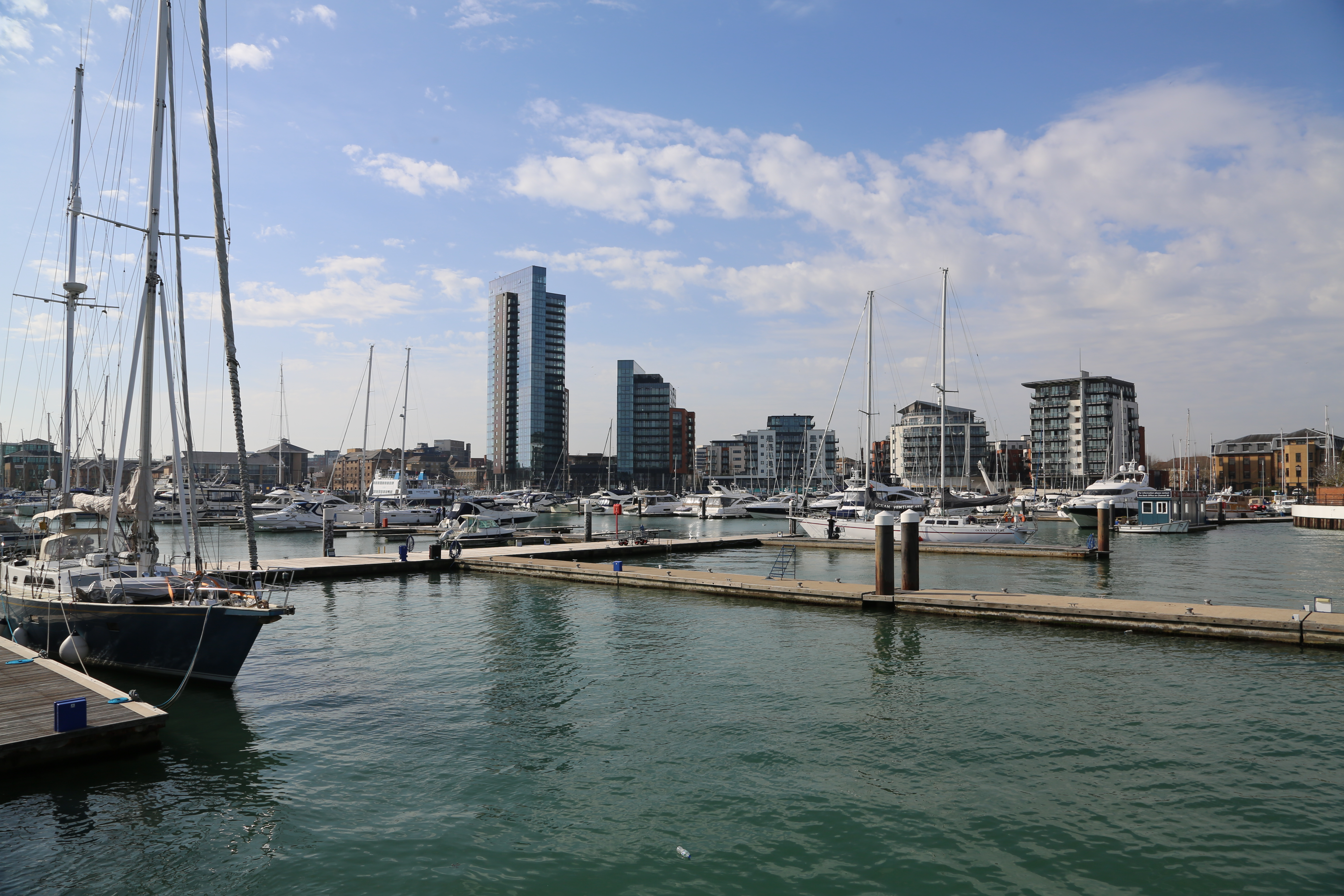
Photo de la marina du village océanique de Southampton, en direction de la tour Moresby

## Divisions administratives
Légende
- AU : autorité unitaire (à la fois comté et district non métropolitain)
- CNM : comté non métropolitain

| Carte                     | Comté cérémonial          | Comté non métropolitain | Districts, boroughs et cités                                                                                             |
| ------------------------- | ------------------------- | --- | --- |
|                           | 1. Berkshire CNM          | 1. Berkshire CNM | a) West Berkshire AU, b) Reading AU, c) Wokingham AU, d) Bracknell Forest AU, e) Windsor and Maidenhead AU, f) Slough AU |
| Buckinghamshire           | 2. Buckinghamshire CNM    | a) South Bucks, b) Chiltern, c) Wycombe, d) Aylesbury Vale | |
| Buckinghamshire           | 3. Milton Keynes AU       | | |
| Sussex de l'Est           | 4. Sussex de l'Est CNM    | a) Hastings, b) Rother, c) Wealden, d) Eastbourne, e) Lewes | |
| Sussex de l'Est           | 5. Brighton and Hove AU   | | |
| Hampshire                 | 6. Hampshire CNM          | a) Fareham, b) Gosport, c) Winchester, d) Havant, e) East Hampshire, f) Hart, g) Rushmoor, h) Basingstoke and Deane, i) Test Valley, j) Eastleigh, k) New Forest                       | |
| Hampshire                 | 7. Southampton AU         | | |
| Hampshire                 | 8. Portsmouth AU          | | |
| 9. Isle of Wight AU       |                           | | |
| Kent                      | 10. Kent CNM              | a) Dartford, b) Gravesham, c) Sevenoaks, d) Tonbridge and Malling, e) Tunbridge Wells, f) Maidstone, g) Swale, h) Ashford, i) Folkestone and Hythe, j) Canterbury, k) Dover, l) Thanet | |
| Kent                      | 11. Medway AU             | | |
| 12. Oxfordshire CNM       | 12. Oxfordshire CNM       | a) Oxford, b) Cherwell, c) South Oxfordshire, d) Vale of White Horse, e) West Oxfordshire                                                                                              | |
| 13. Surrey CNM            | 13. Surrey CNM            | a) Spelthorne, b) Runnymede, c) Surrey Heath, d) Woking, e) Elmbridge, f) Guildford, g) Waverley, h) Mole Valley, i) Epsom and Ewell, j) Reigate and Banstead, k) Tandridge            | |
| 14. Sussex de l'Ouest CNM | 14. Sussex de l'Ouest CNM | a) Worthing, b) Arun, c) Chichester, d) Horsham, e) Crawley, f) Mid Sussex, g) Adur | |